# スケステTV
『S.Q.S TV』（スケステTV）は、2018年10月3日から11月14日まで毎週水曜日23時から23時30分、TOKYO MXにて放送していたトークバラエティ番組。全7回。

## 概要
『S.Q.S TV』は『スケステ』のメインキャストが出演。
舞台・映像と垣根を越えて皆様に素敵な時間を届けるため、出演者の皆様がトーク・ロケと体を張ってお届けしていくトークバラエティ番組。

## キャスト
詳細は「ツキノ芸能プロダクション」のSQ（スケア）シリーズを参照

### SolidS
- 篁志季 - 日向野祥
- 奥井翼 - 瀬戸啓太
- 世良里津花 - 阿部快征
- 村瀬大 - 小林涼

### QUELL
- 和泉柊羽 - 田中稔彦
- 堀宮英知 - 中尾拳也
- 久我壱星 - 山中健太
- 久我壱流 - 山中翔太[3]